# Gloria (versión de The Doors)
«Gloria» es una canción escrita originalmente por Van Morrison, lanzada como sencillo por Them en 1965 y versionada por The Doors en distintas presentaciones en vivo.
Fue incluida por el resto de The Doors en 1983 para el lanzamiento del álbum Alive, She Cried como un nuevo sencillo de la banda. Igualmente, este tema incluyó un video presentado para la cadena MTV, con algunas escenas de conciertos.
Gloria fue criticada y censurada por su alto contenido sexual; incluso su video respectivo fue editado para la televisión, prácticamente a la mitad (6:17 minutos en el álbum y 3:17 minutos en la edición en vídeo).
Como lado B del sencillo se publicó una versión en vivo del tema «Moonlight Drive», de 5:34 minutos.

## Origen de la versión
Originalmente, la primera versión fue interpretada junto con Them en 1966. The Doors nunca la grabaron en estudio, como lo hicieron con otros covers.
También se pueden encontrar otras versiones de «Gloria» hechas por The Doors en los álbumes Live In Hollywood: Highlights From The Aquarius Theatre Performances y Backstage And Dangerous: The Private Rehearsal.
En estas versiones se escucha claramente el lenguaje sexual soez del cantante Jim Morrison, con la aclamación del público.

## Éxito internacional
«Gloria» tuvo un considerable y sorprendente éxito en varios países del continente americano, impulsado en gran medida por el apoyo audiovisual de la recién fundada cadena de música MTV, y por ser prácticamente el último y definitivo tema inédito de The Doors para entonces, diez años después de su separación oficial.
Aunque no tuvo mucho éxito en el Billboard Hot 100 (N.º 71 y último ingreso a esa lista para The Doors), alcanzó un notable puesto N.º 18 en la lista Hot Mainstream Rock Tracks de Billboard en 1983.
A pesar de ello, nunca ha sido incluida en recopilaciones posteriores de grandes éxitos de la banda.
Esta canción también ha sido versionada por Jimi Hendrix, Patti Smith, etc.
- Datos: Q5881199